# كيشور لولا
كيشور لولا هو المدير التنفيذي  لشركة إيروس ميديا وورلد (المعروفة سابقًا باسم إيروس إنترناشيونال بي إل سي)، وهي أول شركة إعلامية وترفيهية هندية يتم إدراجها في بورصة نيويورك وأيضًا أول شركة يتم شطبها من البورصة في عام 2021.  وهو المدير التنفيذي لشركة إيروس إنترناشيونال ميديا المحدودة، المدرجة في بورصة بومباي والتي تم حظرها من قبل مجلس الأوراق المالية والبورصة الهندية في يونيو 2023.  وهو أيضًا رئيس مجلس إدارة شركة إيروس للاستثمارات، وهي شركة قابضة لاستثماراته.    

## وقت مبكر من الحياة
حصلت لولا على درجة البكالوريوس في الفنون من جامعة مومباي. كما التحق بكلية إدارة الأعمال والقانون في كلية الحقوق الحكومية في مومباي.

## حياة مهنية

### ايروس الدولية
يشغل لولا منصب مدير في شركة إروس ميديا ورلد (المعروفة سابقًا باسم إروس إنترناشيونال بي آل سي) منذ عام 2005. وهو أيضًا المدير التنفيذي لشركة Eros International Media Limited منذ 28 سبتمبر 2009، وهي الشركة المدرجة في بورصتي BSE وNSE.   بصفته الرئيس التنفيذي لمجموعة إيروس ، بدأ كيشور العمل في إيروس عندما كان عمره 16 عامًا. لقد تعاون مع والده وذهبا إلى المملكة المتحدة.  قام بتوسيع ونشر أفلام بوليوود في المملكة المتحدة والولايات المتحدة والشرق الأوسط ودخل أسواقًا جديدة مثل أمريكا اللاتينية وكوريا الجنوبية وأمريكا تحت اسم أفلام لولا بوليوود. 

### ايروس للاستثمار
أقامت شركة Eros Investments مؤخرًا تعاونًا مع شركة الذكاء الاصطناعي Stability.ai.   بالإضافة إلى ذلك، كشفوا عن خطط لتطوير مشاريع البلوك تشين في دبي وأعلنوا عن شراكة استراتيجية مع سلطة مركز دبي التجاري العالمي.   أطلقت ابنة كيشور، ريديما لولا، عالمًا افتراضيًا يسمى إيمرسو.  استحوذت شركة Eros Investments أيضًا على حصة 90% في شركة DRM، Ent Global، مع خطط للسماح للمبدعين والمعجبين بالتفاعل بشكل مباشر لشراء وبيع وتداول الأصول الرقمية المختلفة. 

### مساهمات في بوليوود
وهو مؤسس (B4U)، وهي منصة للموسيقى والترفيه. شارك في تأسيس شركة إيروس الدولية المحدودة في لندن عام 1988، والتي دخلت حيز الإدارة في عام 2023. كان له دور في إطلاق أول قناة بوليوودية رقمية في المملكة المتحدة تعمل على مدار 24 ساعة وقناة تلفزيونية مدفوعة على منصة سكاي يو كي.  في عام 2000، ناقشت مجلة ذي إيكونوميست هدف لولا المتمثل في عولمة بوليوود.

### مساهمات أخرى
كيشور هو عضو في الأكاديمية البريطانية لفنون السينما والتلفزيون. وهو أيضًا عضو في منظمة الرؤساء الشباب وعضو مجلس إدارة مدرسة السينما بجامعة كاليفورنيا، لوس أنجلوس.[بحاجة لمصدر]
في عام 2010، أنشأ كيشور لولا وعائلته مؤسسة إيروس لتعليم الأطفال وعملوا على تحقيق المساواة للمرأة في مكان العمل. 

## الجوائز والتقديرات

### الجوائز
- حصلت لولا على جائزة Entertainment Visionary Award من جمعية آسيا في جنوب كاليفورنيا لترويجها للسينما الهندية. [19] [20] [21] [22]
- جوائز الأعمال الآسيوية 2007 [23]
- جائزة المواطنة العالمية 2014 من اللجنة اليهودية الأمريكية [24]

### الأوسمة والتقدير
- وفقًا لقائمة الأثرياء التي نشرتها صحيفة صنداي تايمز في عام 2011، كان كيشور لولا من بين أغنى الهنود بثروة صافية بلغت 240 مليون دولار. مليون جنيه إسترليني وثروة عائلية تبلغ 206 مليون جنيه. [25]
- في عام 2015، كان كيشور لولا جزءًا من مؤتمر صن فالي. [26]
- تم تكريم لولا في المؤتمر الاستراتيجي الهندي البريطاني الذي نظمته صحيفة إيكونوميك تايمز عام 2018 باعتباره أحد الشخصيات التي غيرت قواعد اللعبة في الهند. [27]

## الخلافات
لقد ناضلت شركة إيروس لسنوات للتخلص من اتهامات الاحتيال المحاسبي.   في عام 2012، حددت شركة المحاسبة BDO عددًا من المعاملات المشبوهة التي تتعلق بشركة Eros وشركة Prime Focus، وهي شركة يديرها ناميت مالهوترا. 